# Doblina tristrigata
Doblina tristrigata is een insect uit de familie van de mierenleeuwen (Myrmeleontidae), die tot de orde netvleugeligen (Neuroptera) behoort. 
Doblina tristrigata is voor het eerst wetenschappelijk beschreven door Fraser in 1951.